# 梅里马克河
梅里马克河（英語：Merrimack River）位于美国东北部，发源于新罕布什尔州富兰克林，最终在马萨诸塞州纽伯里波特注入大西洋，全长177公里。
梅里马克河在美国的工业革命中起到了重要的作用。19世纪，数个城市沿着河边建立，目的在于利用其水利资源来修建纺织厂。这些城市包括新罕布什尔州首府康科德，曼徹斯特和纳舒厄；马萨诸塞州的洛厄尔，劳伦斯和黑弗里尔。其中洛厄尔被规划为当时的纺织品生产制造中。心至19世纪50年代，洛厄尔已经拥有美国最大的工业产业链。19世纪60年代，洛厄尔的棉轴数量超过南部11个宣布独立的州的总和。直到今天，大家还能在这些城市看到曾经的纺织厂。这些厂房现没有被遗弃，而是被改造成为办公楼、公寓楼和仓库楼等。

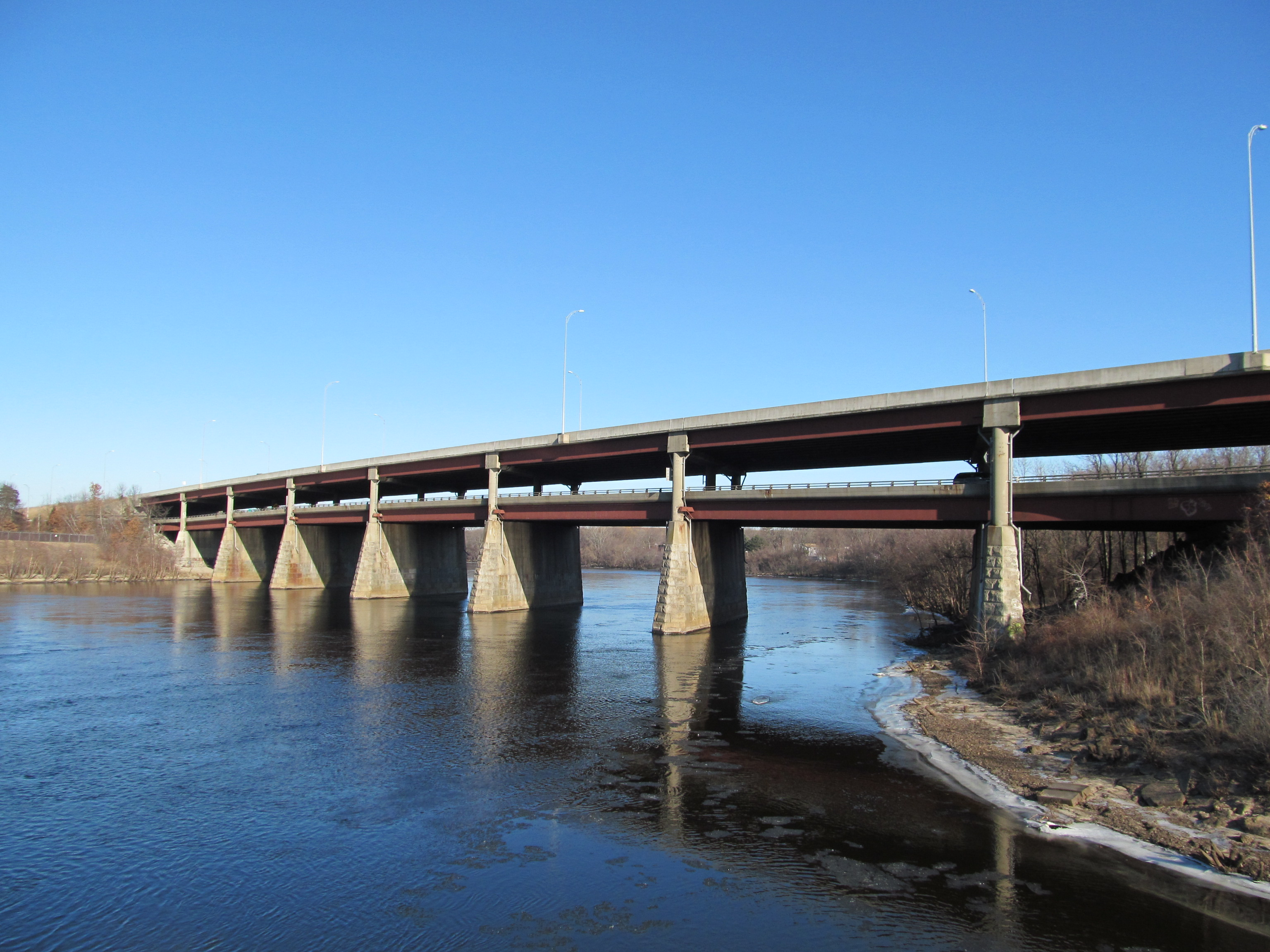